# Sawahan (Panggul)
Sawahan is een bestuurslaag in het regentschap Trenggalek van de provincie Oost-Java, Indonesië. Sawahan telt 3775 inwoners (volkstelling 2010).